# Heinrich Clessin
Heinrich Clessin (* 6. Mai 1880 in Salzburg; † 1. Mai 1950 ebenda) war ein österreichischer Politiker (Großdeutsche Volkspartei, GdP).

## Berufsleben
Nach seinem Jurastudium war er als Obermagistratsrat bei der Stadt Salzburg tätig.

## Politik
Er war Mitglied der konstituierenden Nationalversammlung und anschließend Abgeordneter zum Nationalrat für die GdP in der I. – III. Gesetzgebungsperiode vom 10. November 1920 bis zum 1. Oktober 1930. Dort war er stellvertretender Obmann des GdP-Abgeordnetenverbandes.
Im Rahmen seiner Position arbeitete er an Finanzierungskonzepten für die Renovierung des Salzburger Festspielhauses 1925–1926.